# 아켈라 (정글 북)

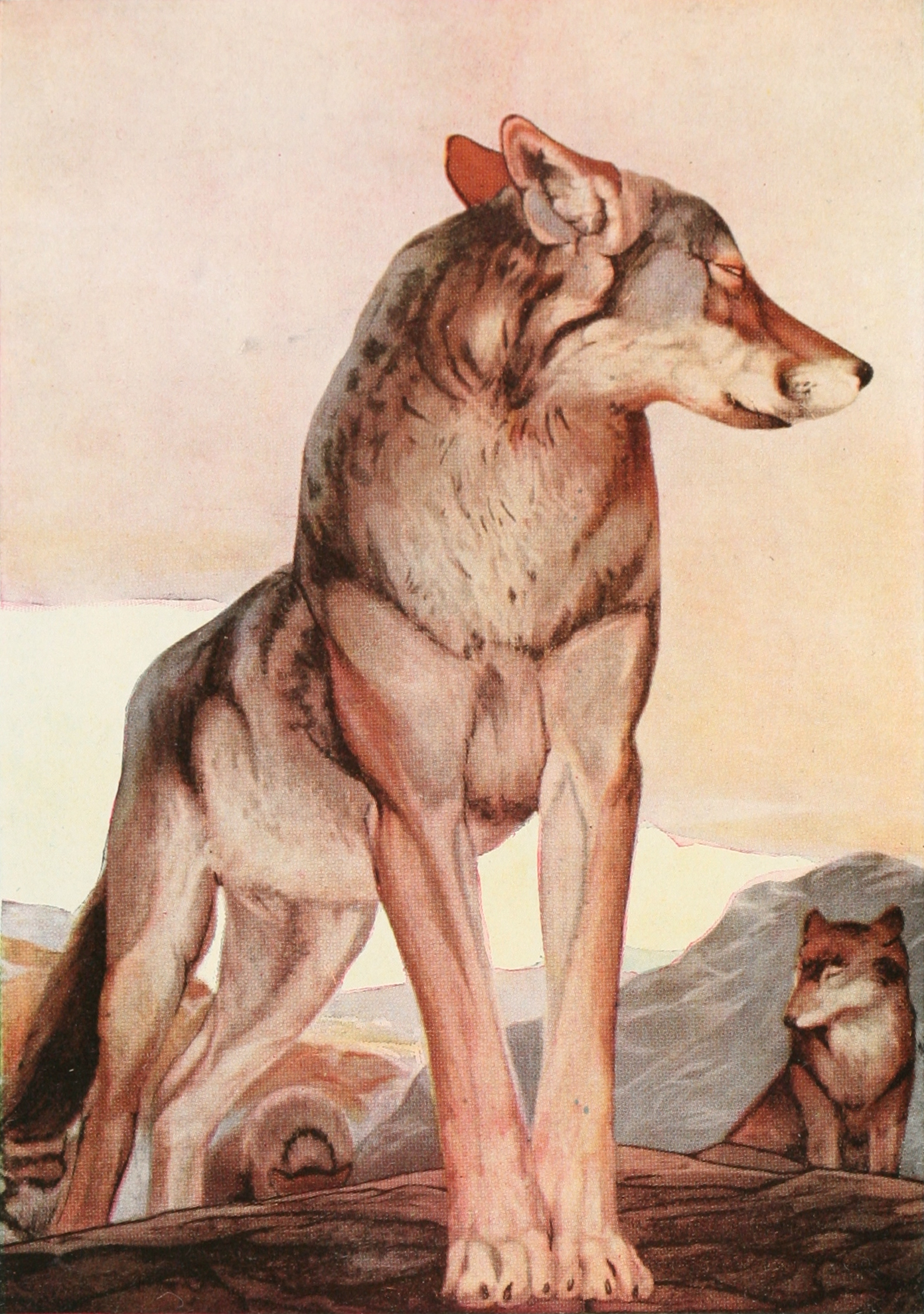

아켈라(Akela)는 러디어드 키플링의 스토리 정글 북(1894년)과 정글 북 제2권(1895년)에 등장하는 가공 인물이다.
아켈라는 힌디어로 "단독의", "혼자의"를 의미한다. 키플링은 그를 "홀로있는 늑대"로 부른다.